# Лазер на квантовых точках
Лазер на квантовых точках — полупроводниковый лазер, который использует в качестве активной лазерной среды квантовые точки в их излучающей области. Из-за жёстких ограничений на передвижение носителей заряда в квантовых точках, они имеют электронную структуру, похожую на атомы. Лазеры, изготовленные на таких активных средах, обладают характеристиками, похожими на характеристики газовых лазеров, и в них удаётся избежать некоторых негативных аспектов устройств, которые имеются у традиционных полупроводниковых лазеров с активной средой на основе объёмных структур или на квантовых ямах. Наблюдается улучшение характеристик по полосе частот, порогу генерации, относительной интенсивности шума, увеличению ширины спектральной линии и нечувствительности к колебаниям температуры. Активную область квантовой точки можно также рассчитать для работы на различных длинах волн, изменяя размер и состав точки. Появилась возможность производить лазеры на квантовых точках для работы на таких длинах волн, на которых ранее сделать это не представлялось возможным с использованием прежних технологий полупроводниковых лазеров.
В последнее время устройства с активными средами на основе квантовых точек находят коммерческое применение в медицине (лазерные скальпели, оптическая когерентная томография), технологии (проекционные устройства, лазерные телевизоры), спектроскопии и телекоммуникации.

## История
Лазер на основе квантовых точек был создан в 1982 году группой под руководством профессора Ясушико Аракавы — директора научного центра Nanoelectronics Collaborative Research Center при Токийском университете. Лазер сохранял стабильную мощность излучения в диапазоне нескольких десятков градусов.
В 2004 году японская компания Fujitsu и исследовательская группа при Токийском университете разработали лазер на квантовых точках из арсенида индия (IdAs) на 10 Гбит/с, нечувствительный к колебаниям температуры, для работы в оптических линиях связи и оптических сетях. Лазер обеспечивает высокую скорость работы на длине волны 1,3 мкм в температурном диапазоне от +20 °C до +70 °C. Он работает в оптических системах передачи данных, оптических локальных сетях и городских вычислительных сетях. По сравнению с характеристиками предыдущих обычных лазеров на квантовых ямах новые лазеры на квантовых точках имеют значительно более высокую температурную стабильность.
7 октября 2010 года Fujitsu и физики из Университета Токио представили первый в мире квантовый точечный лазер, позволяющий передавать данные со скоростью 25 Гбит/сек на одном луче.